# Castello di Sammezzano

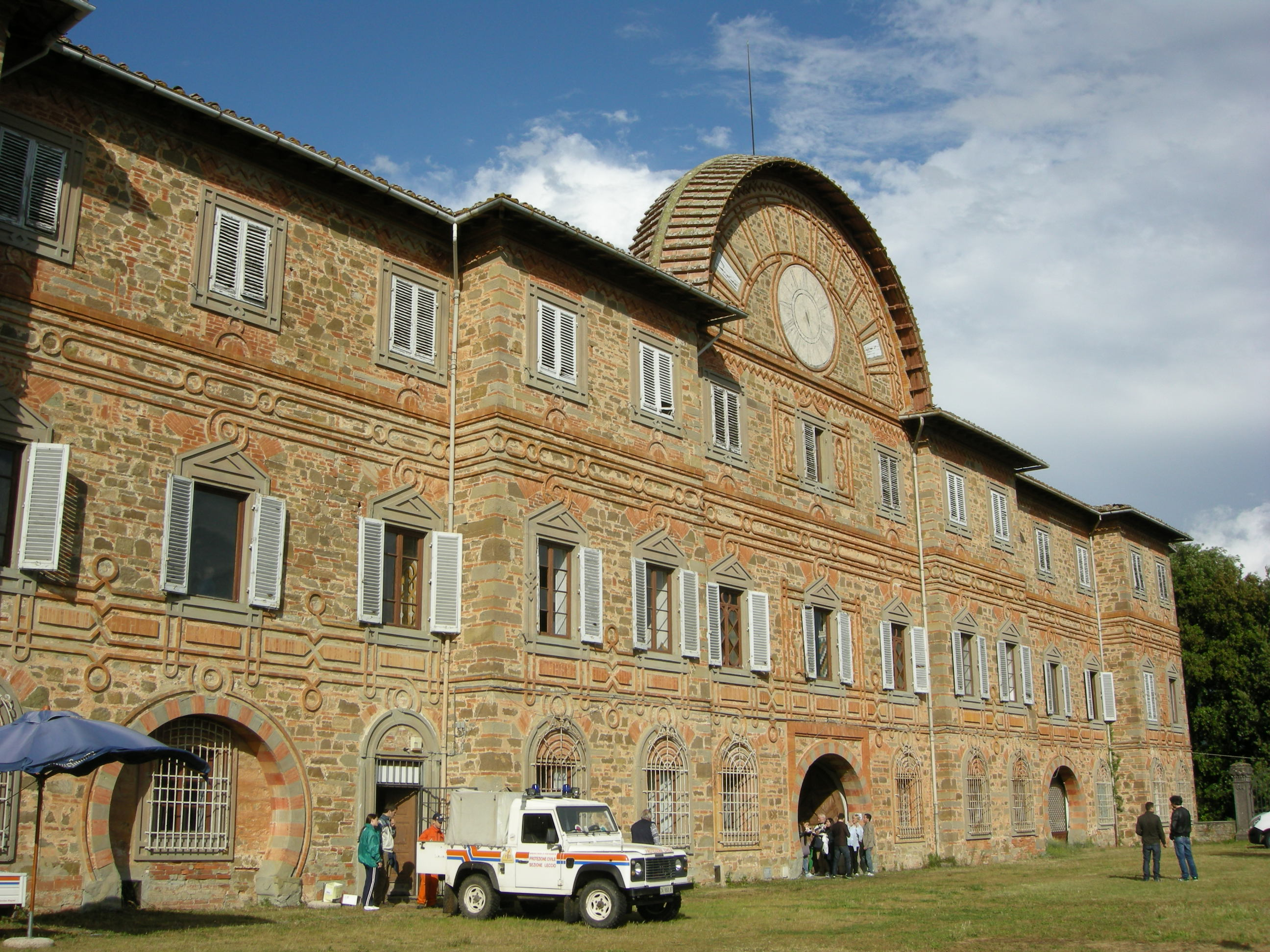
La facciata posteriore

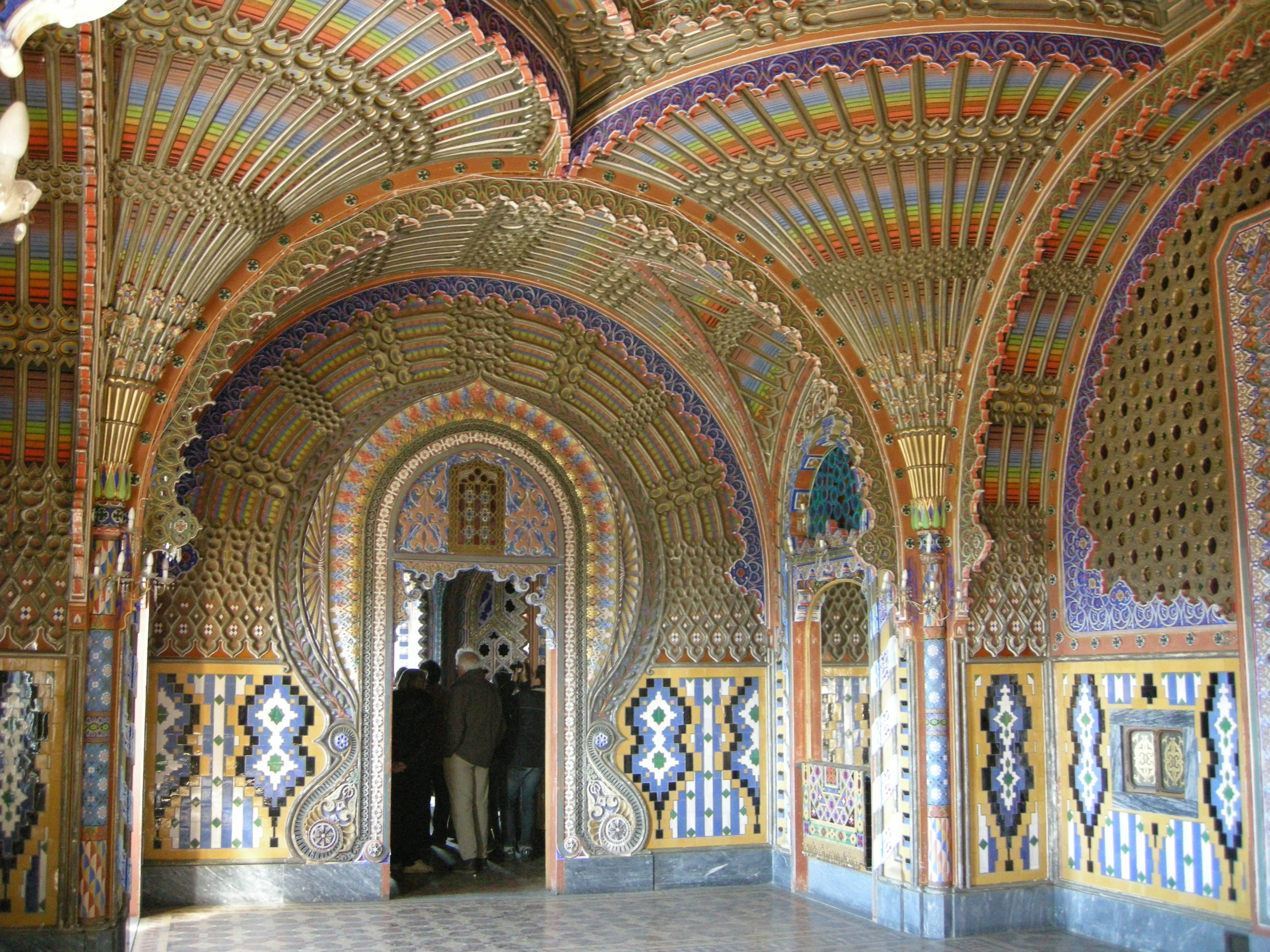
La sala dei Pavoni

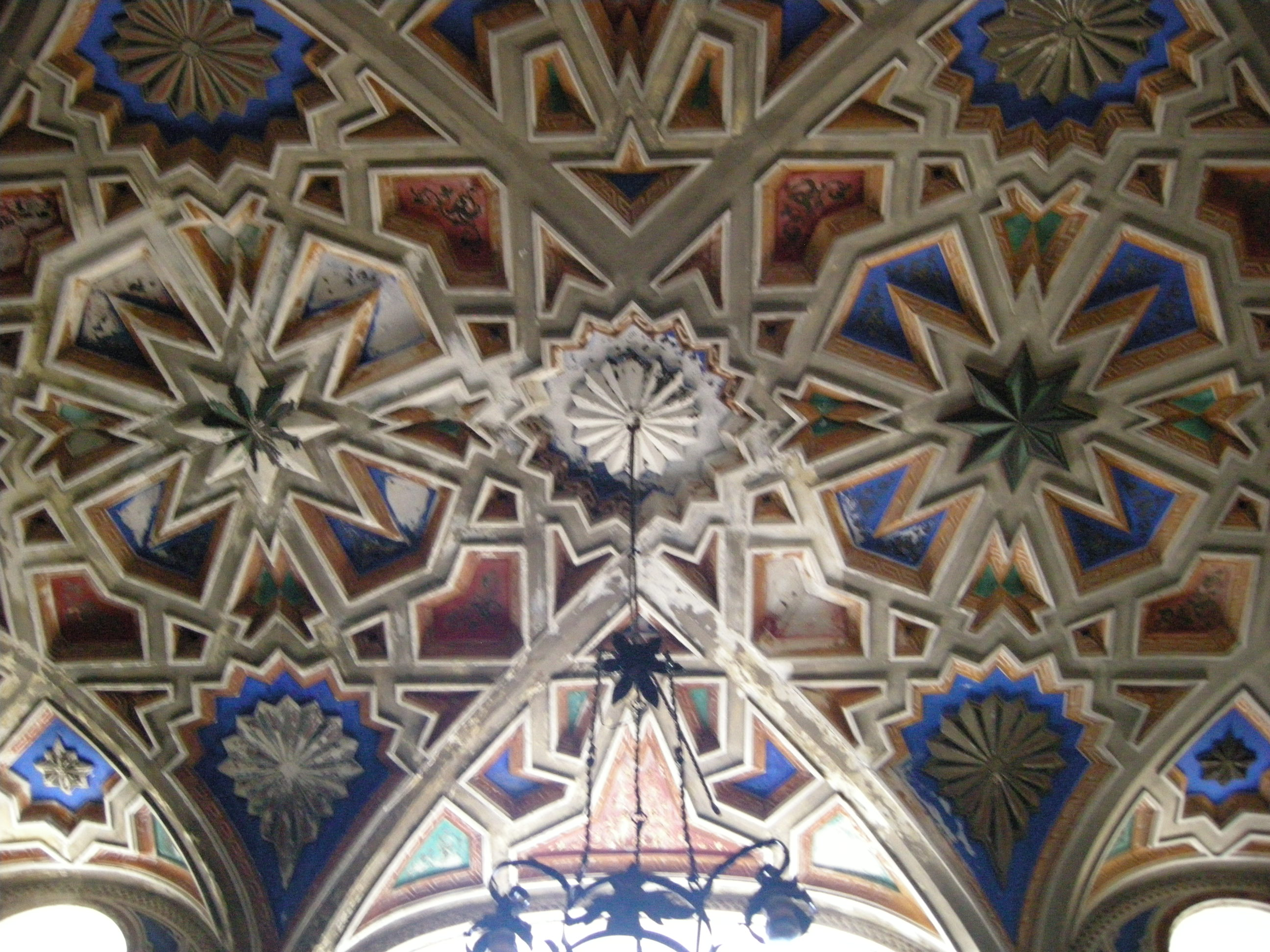
Il soffitto della sala pax-libertas

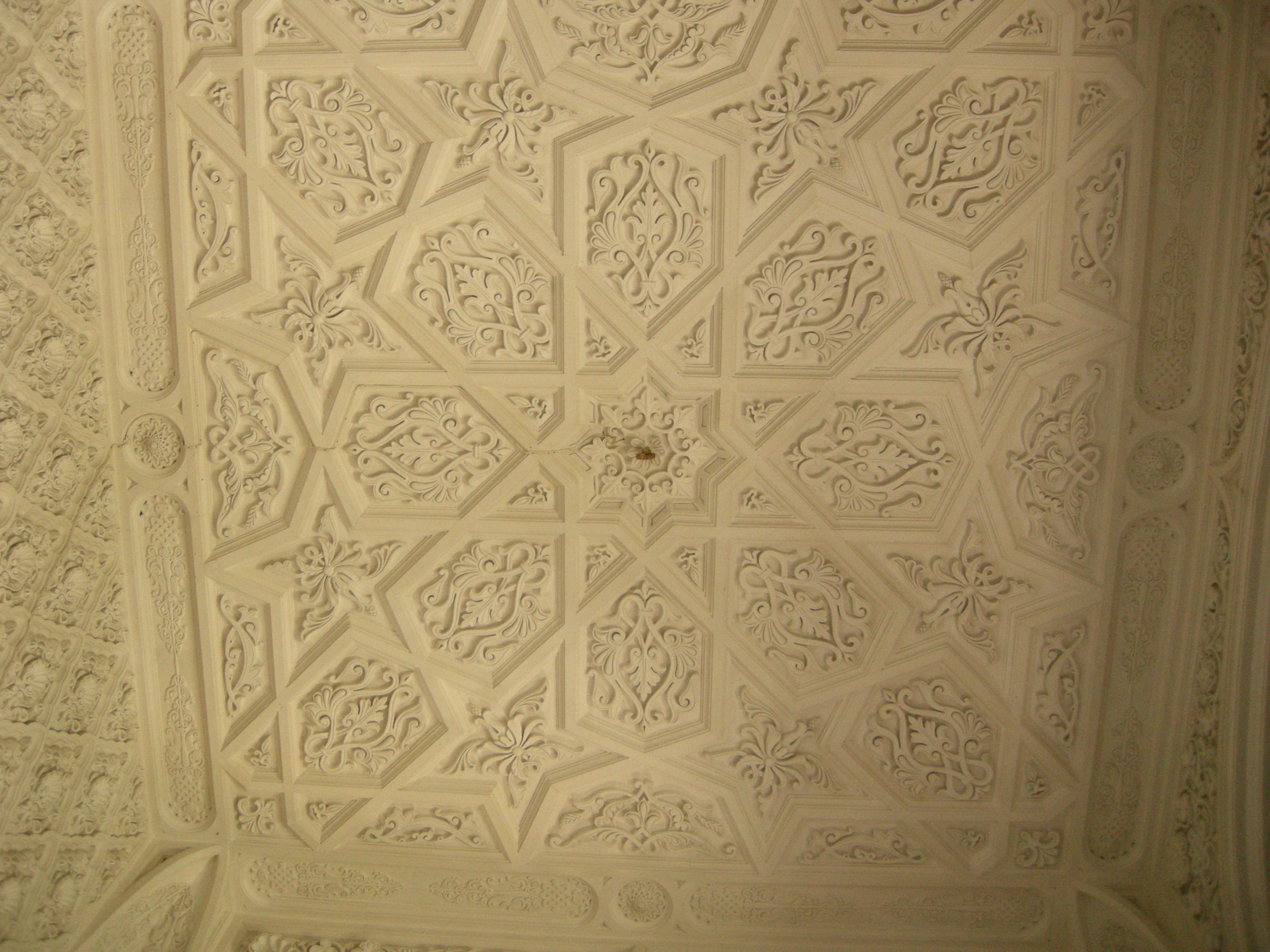
Decorazioni sul soffitto della galleria dei Vasi

Il Castello di Sammezzano, circondato da un ampio parco, si trova nell'omonima località nei pressi di Leccio, nel comune di Reggello in provincia di Firenze.

## Storia e descrizione
L'edificio principale è una costruzione eclettica con prevalenza di stile orientalista, effetto della ristrutturazione ottocentesca di una grande fattoria edificata nel 1605 per volere della famiglia Ximenes d'Aragona. La storia del luogo è però più antica e viene fatta risalire all'epoca romana. Lo storico Robert Davidsohn, nella sua Storia di Firenze, afferma che nel 780 potrebbe esserci passato Carlo Magno di ritorno da Roma, dove aveva fatto battezzare il figlio dal papa.
La tenuta di cui fa parte il castello appartenne nei secoli a diverse importanti famiglie: gli Altoviti, poi, per volere del duca Cosimo, a Giovanni Jacopo de' Medici, che infine la vendette a Sebastiano Ximenes. Tali beni restarono alla famiglia Ximenes d'Aragona fino all'ultimo erede, Ferdinando, che morì nel 1816.
In un cabreo redatto dall'ingegnere Giuseppe Faldi nel 1818 il castello appare come una struttura di consistente volumetria, con bastione e scalinata d'entrata, nella parte opposta a quella delle attuali scale di accesso e di cui oggi non c'è più traccia. Poi, in seguito ad un lungo processo relativo al testamento di Ferdinando Ximenes, i beni, il nome, lo stemma ed i titoli della famiglia Ximenes d'Aragona, nonché la vasta tenuta di Sammezzano passarono al primogenito di Vittoria, sorella di Ferdinando, e moglie di Niccolò Panciatichi.

### La riprogettazione dell'Ottocento
Successivamente passò in eredità a Ferdinando Panciatichi Ximenes d'Aragona che lo riprogettò tra il 1853 e il 1889. In circa quaranta anni il marchese progettò, finanziò e fece realizzare il parco e il castello di Sammezzano, il più importante esempio di architettura orientalista in Italia. Tutti i mattoni, gli stucchi, le piastrelle furono realizzati in loco da mano d'opera locale adeguatamente istruita.
Sull'onda della corrente culturale definita “Orientalismo” che si diffuse in tutta Europa dall'inizio dell'Ottocento e che vide in Firenze uno dei principali centri, Ferdinando iniziò a modificare la struttura esistente e realizzare nuove sale: la Sala d'ingresso nel 1853, nel 1862 il Corridoio delle Stalattiti, la Sala da Ballo nel 1867 fino alla Torre centrale che riporta scolpita la data del 1889.
Nel corso del 1878 ospitò anche il re d'Italia Umberto I.

### Nel dopoguerra
Nel dopoguerra è stato adibito a hotel di lusso e set di numerose produzioni cinematografiche.

### XXI secolo
Nonostante la vendita all'asta del 1999 e alcuni urgenti lavori di restauro, è rimasto in stato di abbandono fino al 2025.
Nell'ottobre 2015 il castello è stato nuovamente messo all'asta a causa dei problemi di liquidità della società italo-inglese che lo acquistò nel 1999; l'asta, con base di 20 milioni di euro, è andata deserta.
Contestualmente alla prima messa all'asta, tutta la tenuta di Sammezzano è divenuta oggetto di una campagna di sensibilizzazione nazionale che ha ottenuto:
- la redazione di 10 mozioni parlamentari rivolte ai Ministeri dei Beni culturali, dell'Ambiente e dell'Economia;
- l'approvazione, il 10 maggio 2016, di una mozione regionale, che impegna la Giunta regionale della Toscana "ad intraprendere ogni iniziativa utile, anche di concerto con gli enti locali interessati, affinché il Castello di Sammezzano e il Parco secolare, indipendentemente dalla natura della loro proprietà e data la loro unicità storico-culturale, possano mantenere la necessaria accessibilità e fruibilità pubblica e affinché metta in atto interventi ed azioni di sensibilizzazione finalizzate a valorizzare e a far conoscere il complesso di Sammezzano […]";
- l'iscrizione di Sammezzano presso la Lista Rossa dei Beni Culturali in pericolo promossa da Italia Nostra;
- l'ottenimento del primo posto nel censimento promosso dal Fondo per l'Ambiente Italiano I Luoghi del Cuore 2016 con 50.141 voti;[4]
- l'inserimento nella lista dei 7 luoghi culturali più in pericolo d'Europa promossa da Europa Nostra.[5]

Nel maggio 2017 viene nuovamente messo all'asta per essere acquistato da una società con sede a Dubai per 14,4 milioni di euro; il mese successivo, la vendita è annullata dal tribunale di Firenze e la proprietà è tornata alla Sammezzano Castle S.r.l. A seguito dell'annullamento, i contributi da 50000 € per la vittoria del censimento I Luoghi del Cuore del F.A.I. nel 2016 e 45000 € per il secondo posto al censimento del 2020, vengono sospesi.
Nel 2021, il castello viene aperto ai visitatori solo in occasione di alcuni eventi come le Giornate FAI di primavera a cura del Fondo Ambiente Italiano.

### La rinascita
Attualmente, nel 2025, la famiglia Moretti ha acquistato la proprietà per 18000000 €, con una spesa prevista di circa 50 milioni di euro per il restauro di castello e parco annesso.

## Film, videoclip e spot pubblicitari
Il castello appare (in interni e a volte esterni) in diversi film, videoclip e spot pubblicitari:

#### Film
- nel 1972 per Finalmente... le mille e una notte di Antonio Margheriti
- nel 1975 per Giro girotondo... con il sesso è bello il mondo di Oscar Brazzi
- nel 1974 per Il fiore delle Mille e una notte di Pier Paolo Pasolini,
- nel 1977 per Emanuelle - Perché violenza alle donne? di Joe D'Amato
- nel 1978 per Il figlio dello sceicco?? di Bruno Corbucci
- nel 1985 per Sono un fenomeno paranormale di Alberto Sordi
- nel 1989 per il film tv A cena col vampiro di Lamberto Bava
- nel 1990 per Giorni felici a Clichy di Claude Chabrol
- nel 2015 per Il racconto dei racconti - Tale of Tales, diretto da Matteo Garrone e interpretato da Vincent Cassel e Salma Hayek
- nel 2015 per la fiction tv L'Oriana, diretta da Marco Turco e interpretata da Vittoria Puccini
- nel 2021 per il cortometraggio  Il castello dei Tarocchi , per la presentazione della collezione di Dior haute couture Primavera estate 2021,  girato da Matteo Garrone
- nel 2025 per la serie tv Sandokan, diretta da Jan Michelini e Nicola Abbatangelo e interpretata da  Can Yaman.

#### Videoclip musicali
- nel 1986 per il duetto tra Fiordaliso e Pupo in La vita è molto di più[12]
- nel 1990 per il duetto tra Mietta e Amedeo Minghi in Vattene amore[13]
- nel 2016, per Ora o mai più (le cose cambiano) di Dolcenera[14].

#### Spot pubblicitari
- nel 2017, per il profumo Alien di Thierry Mugler.

## Il parco
Il parco, tra i più vasti della Toscana, venne fatto costruire a metà dell'Ottocento da Ferdinando Panciatichi, sfruttando terreni agricoli attorno alla sua proprietà e una ragnaia di lecci. Vi fece piantare una grande quantità di specie arboree esotiche, come sequoie e altre resinose americane, mentre l'arredamento architettonico fu realizzato con elementi in stile moresco quali un ponte, una grotta artificiale (con statua di Venere), vasche, fontane e altre creazioni decorative in cotto.
Il castello ed il suo parco storico costituiscono un “unicum” di notevole valore storico-architettonico e ambientale. Il parco vi contribuisce considerevolmente con un patrimonio botanico inestimabile formato non solo dalle specie arboree introdotte ma anche da quelle indigene. Solo una piccola parte delle piante ottocentesche è giunta ai giorni nostri: già nel 1890 delle 134 specie botaniche diverse piantate alcuni decenni prima, ne erano sopravvissute solo 37. Solo recentemente si è iniziato a rimettere in dimora alcune delle essenze andate perdute in un progetto di restauro che valorizzi la ricchezza botanica originale: sono presenti oggi esemplari di araucaria, tuja, tasso, cipresso, pino, abete, palma, yucca, querce, aceri, cedro dell'Atlante, cedro del Libano, bagolaro, frassino, ginepro, acacia, tiglio e numerose piante di interesse floriculturale. Nel parco si trova il più numeroso gruppo di sequoie giganti in Italia, con ben 57 esemplari adulti, tutti oltre i 35 metri; fra queste la cosiddetta "sequoia gemella", alta più di 50 metri e con una circonferenza di 8,4 metri, che fa parte della ristretta cerchia dei 150 alberi di "eccezionale valore ambientale o monumentale".

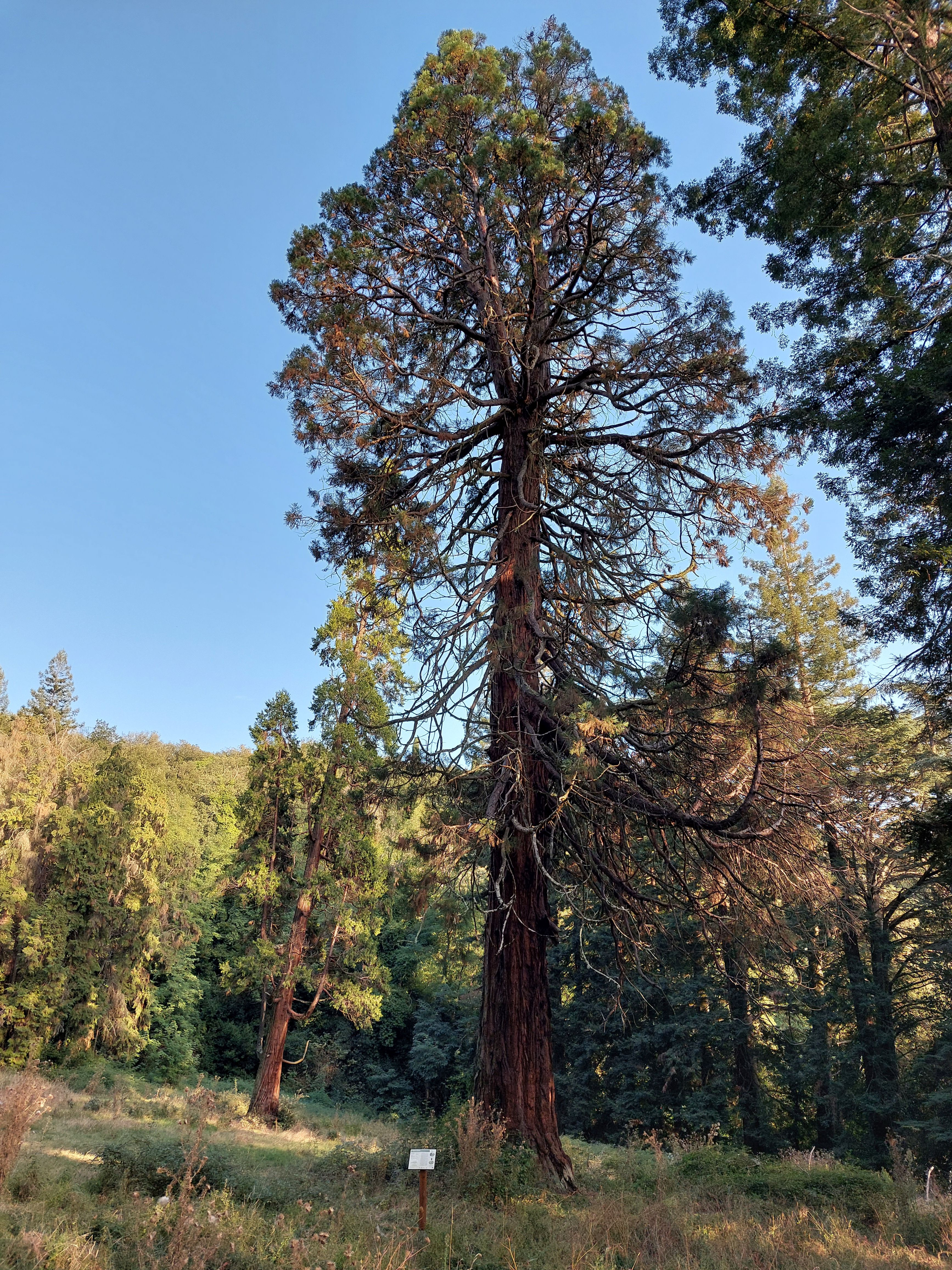
Parco di Sammezzano – Sequoia gigante

## Galleria d’immagini

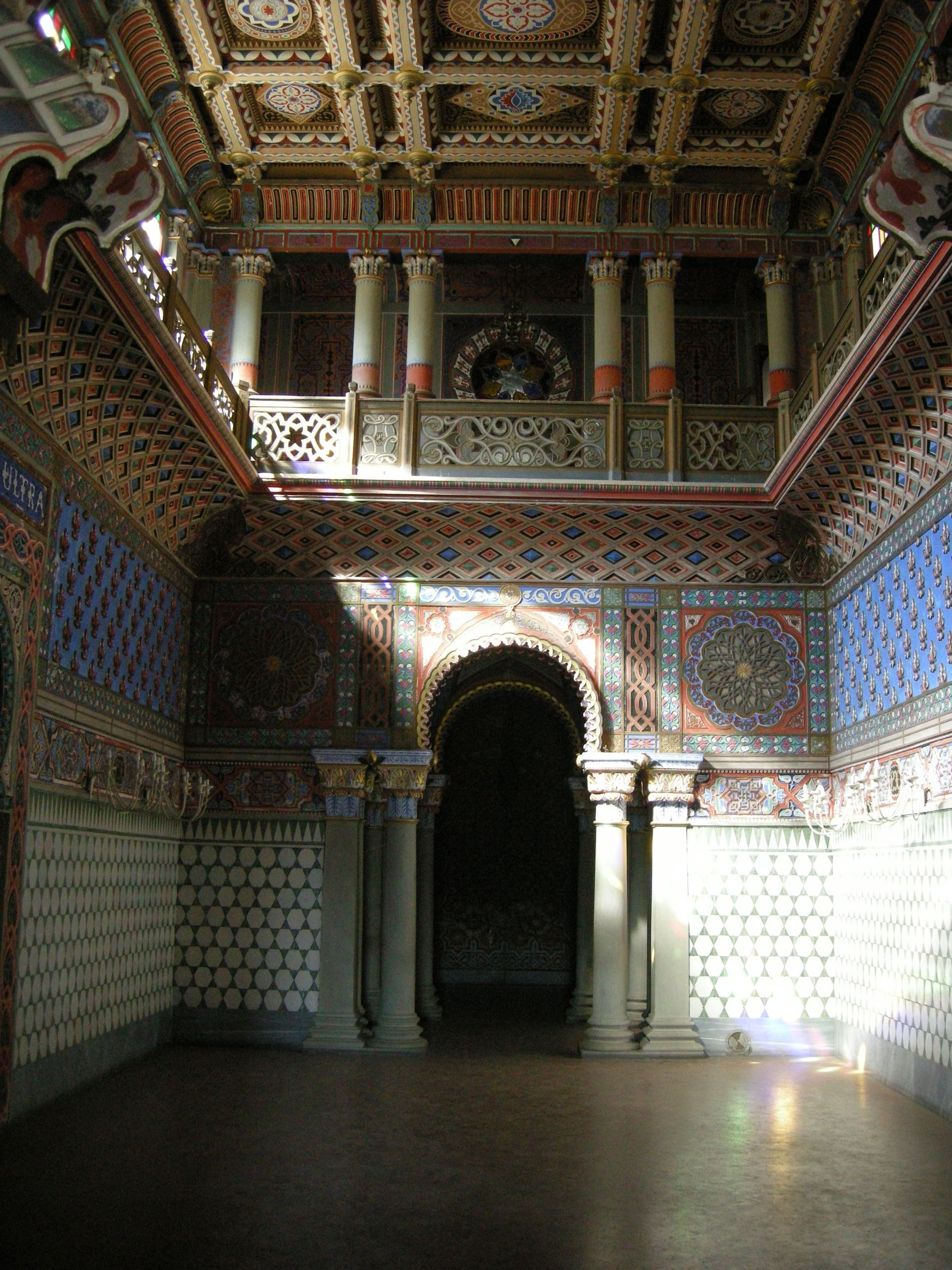
L'atrio delle Colonne
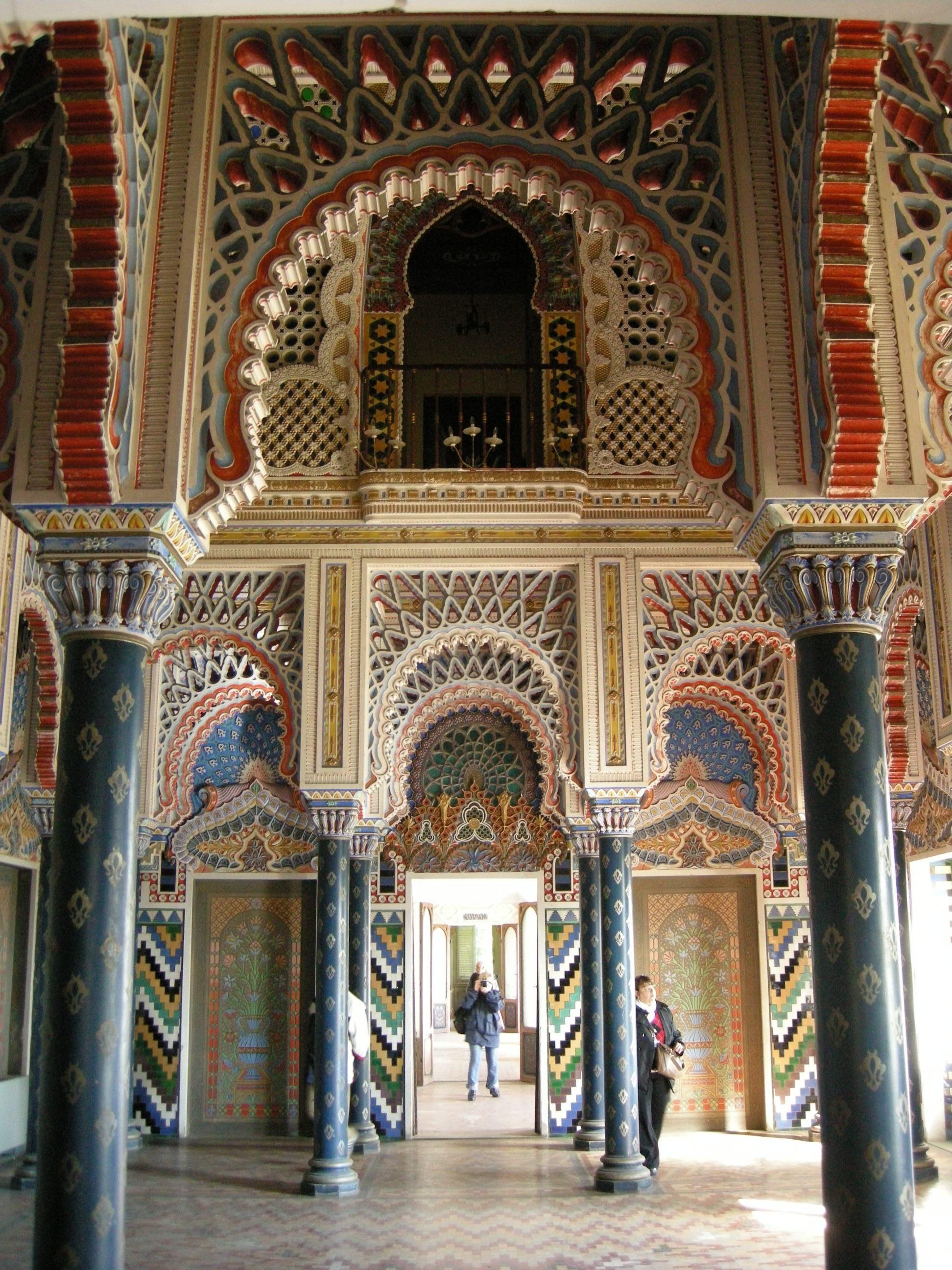
La sala dei Gigli
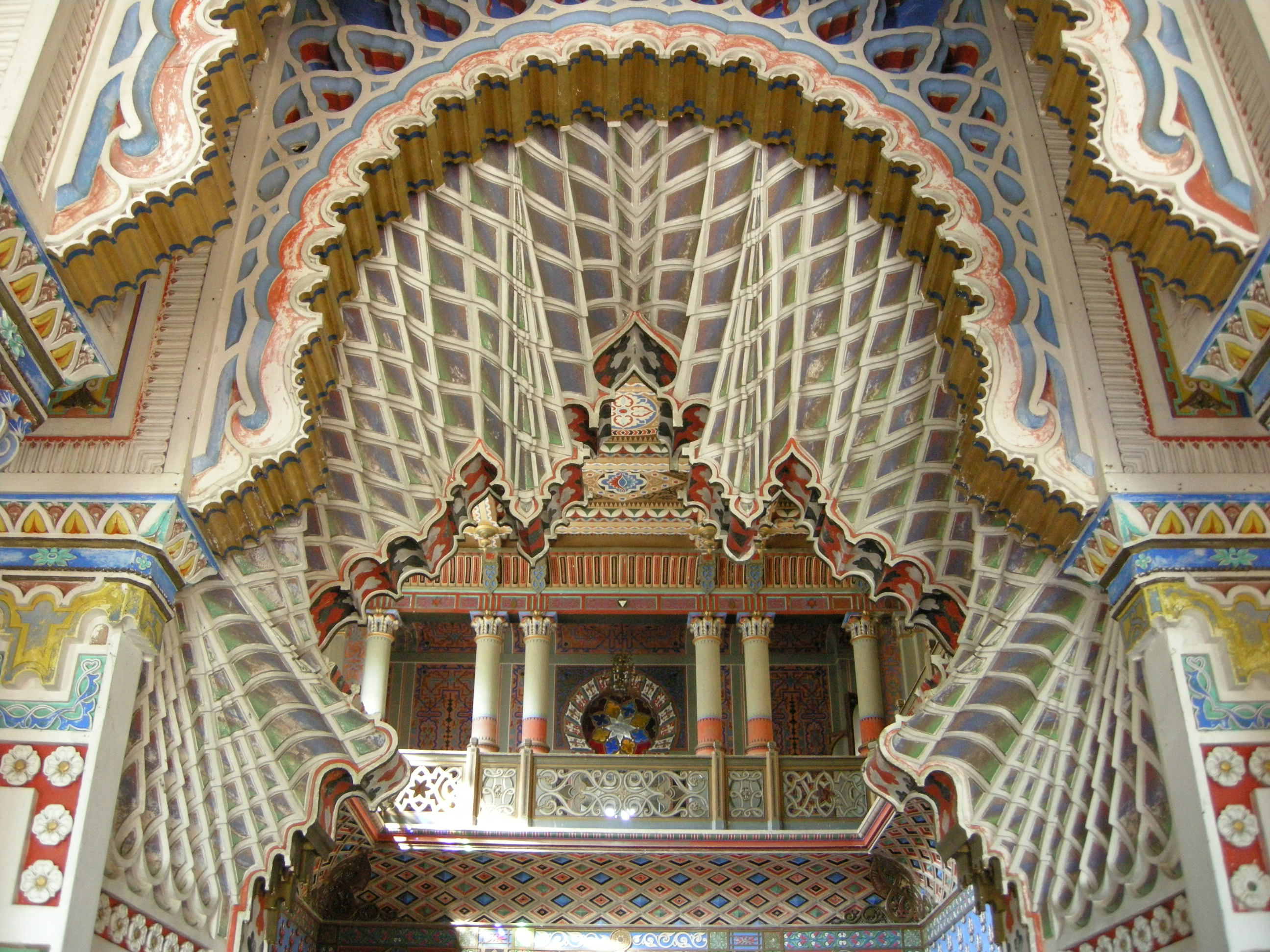
Un dettaglio del portale della sala dei Gigli
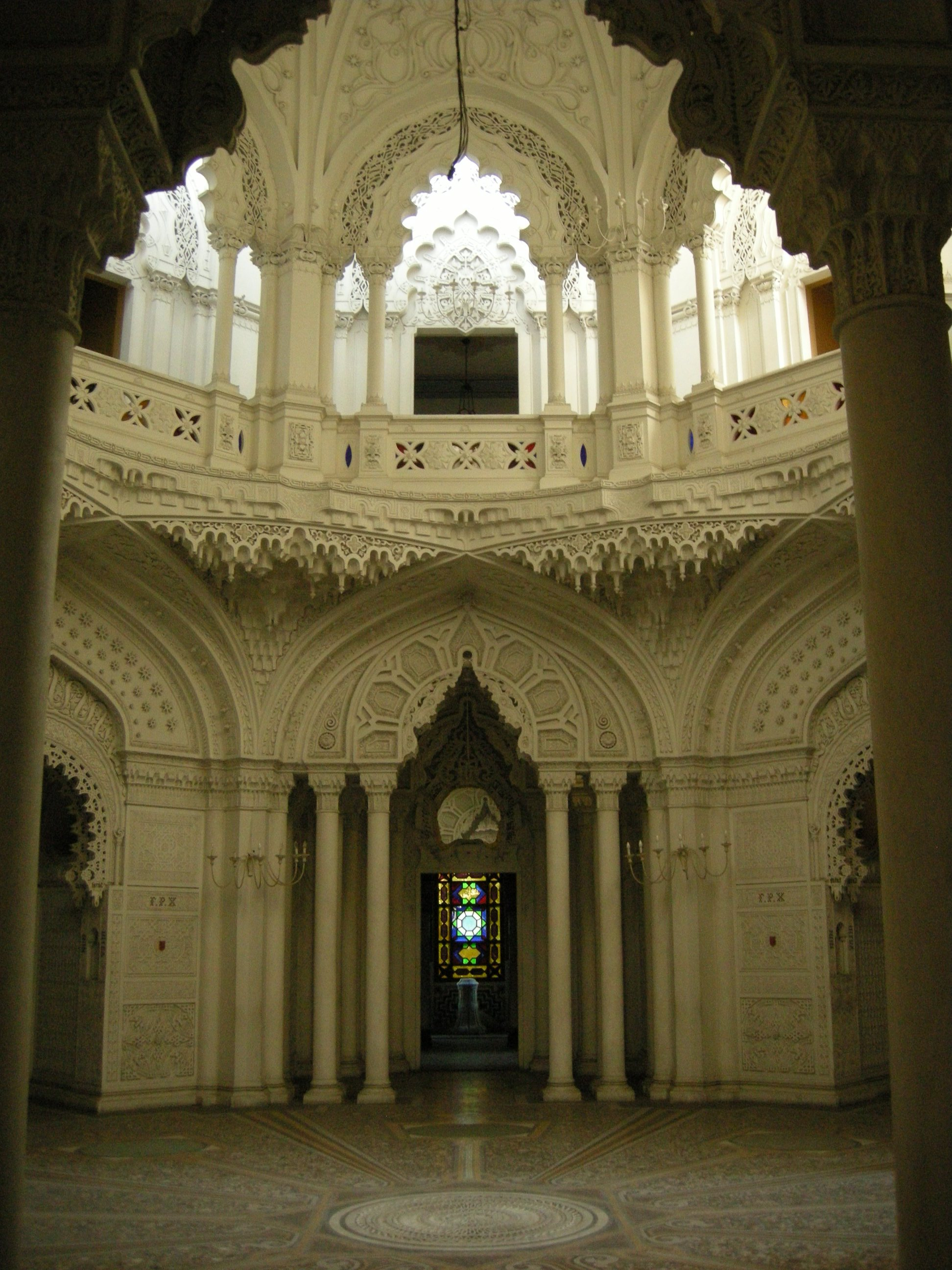
La sala Bianca ( o sala da Ballo)
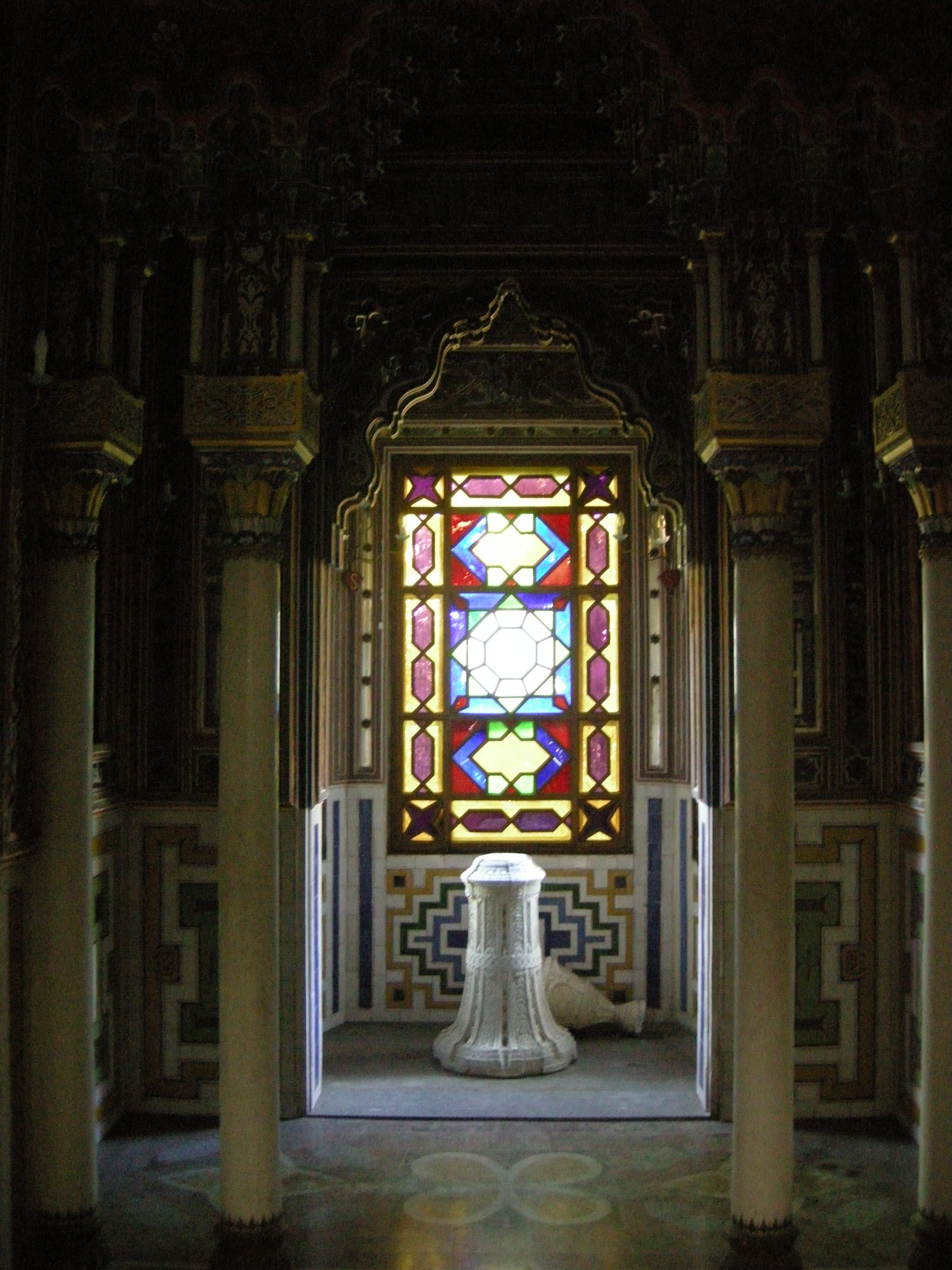
Mihrab della Galleria delle Stalattiti
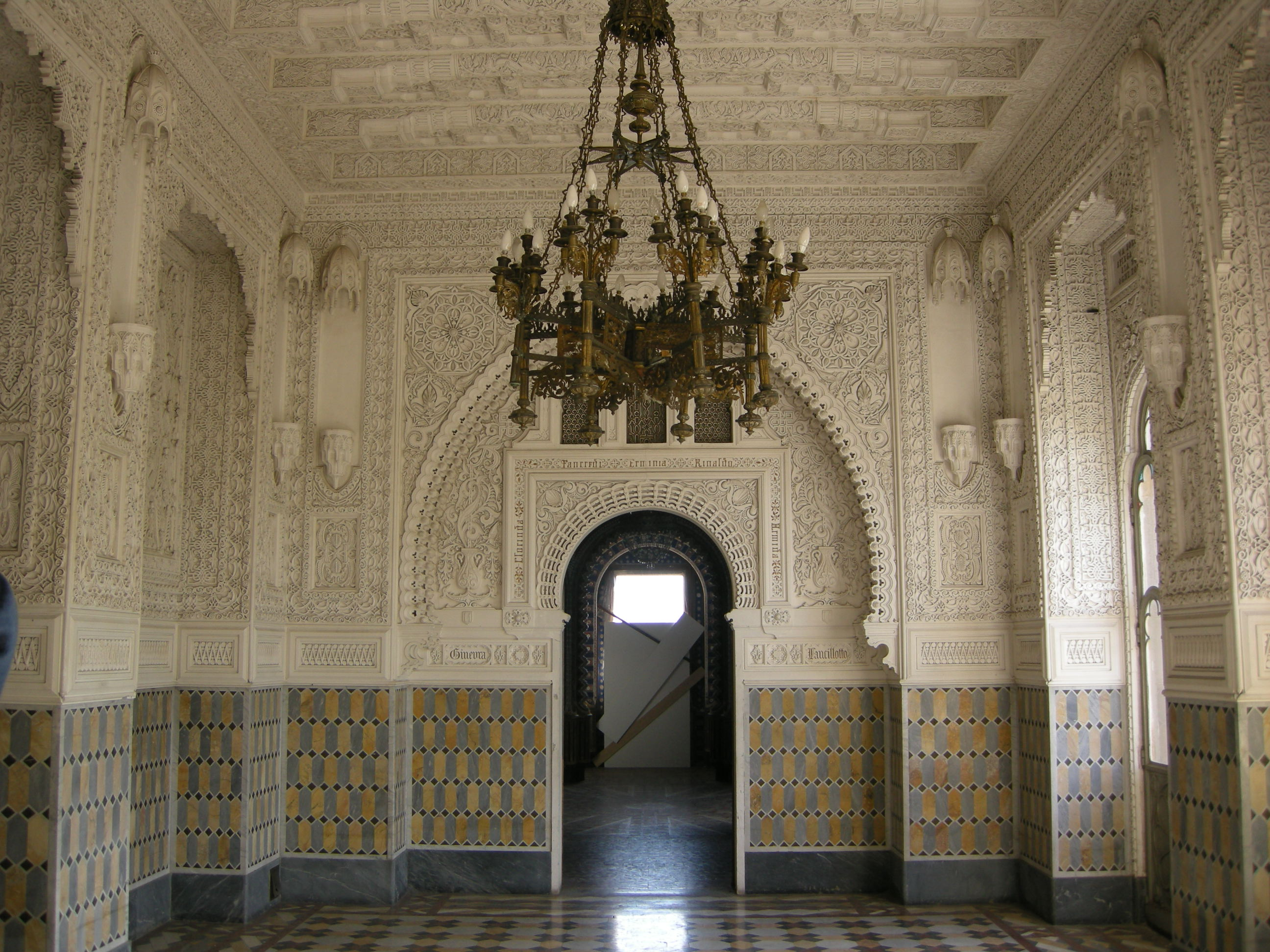
La sala degli Amanti
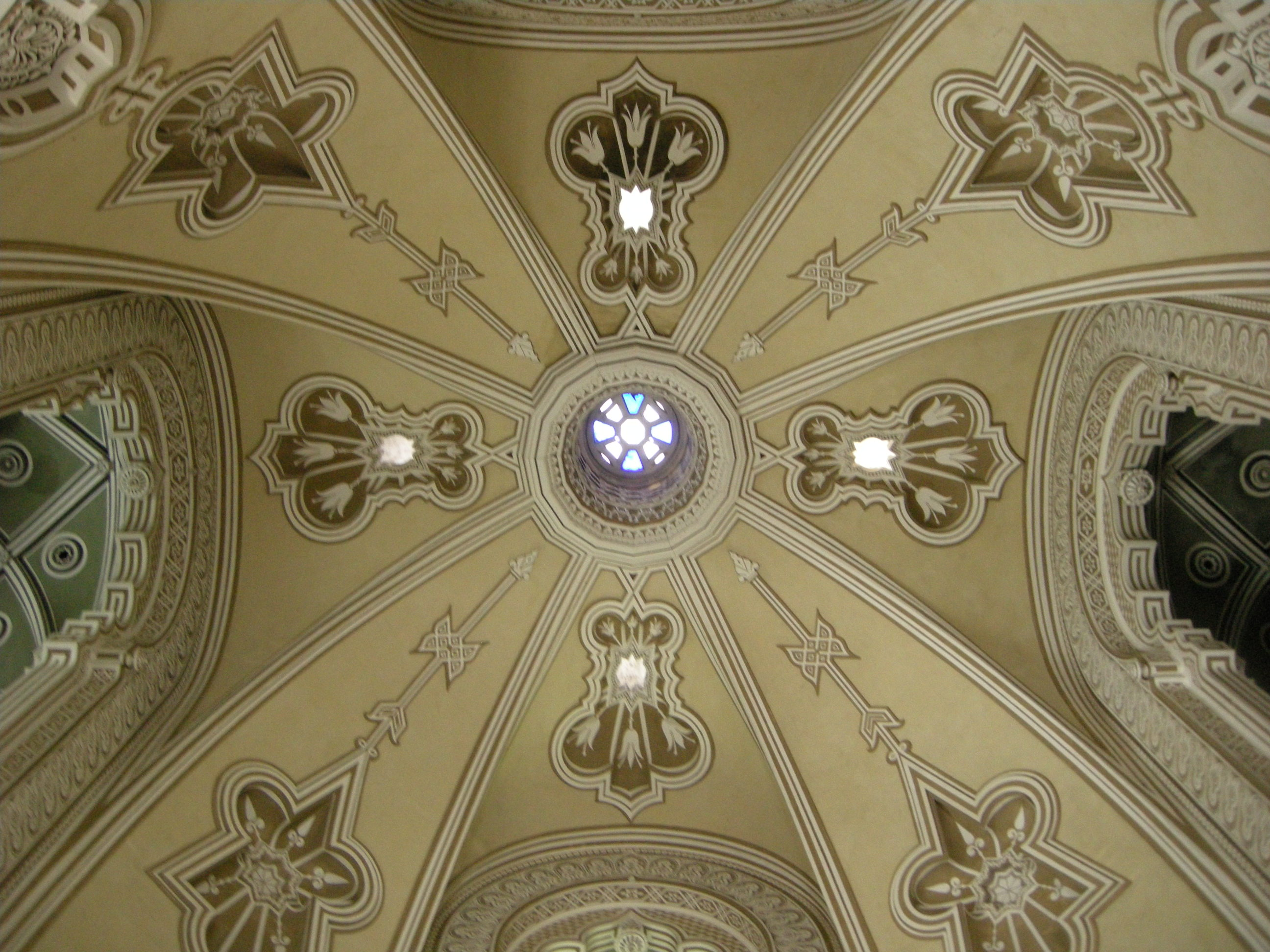
La cupola della cappella
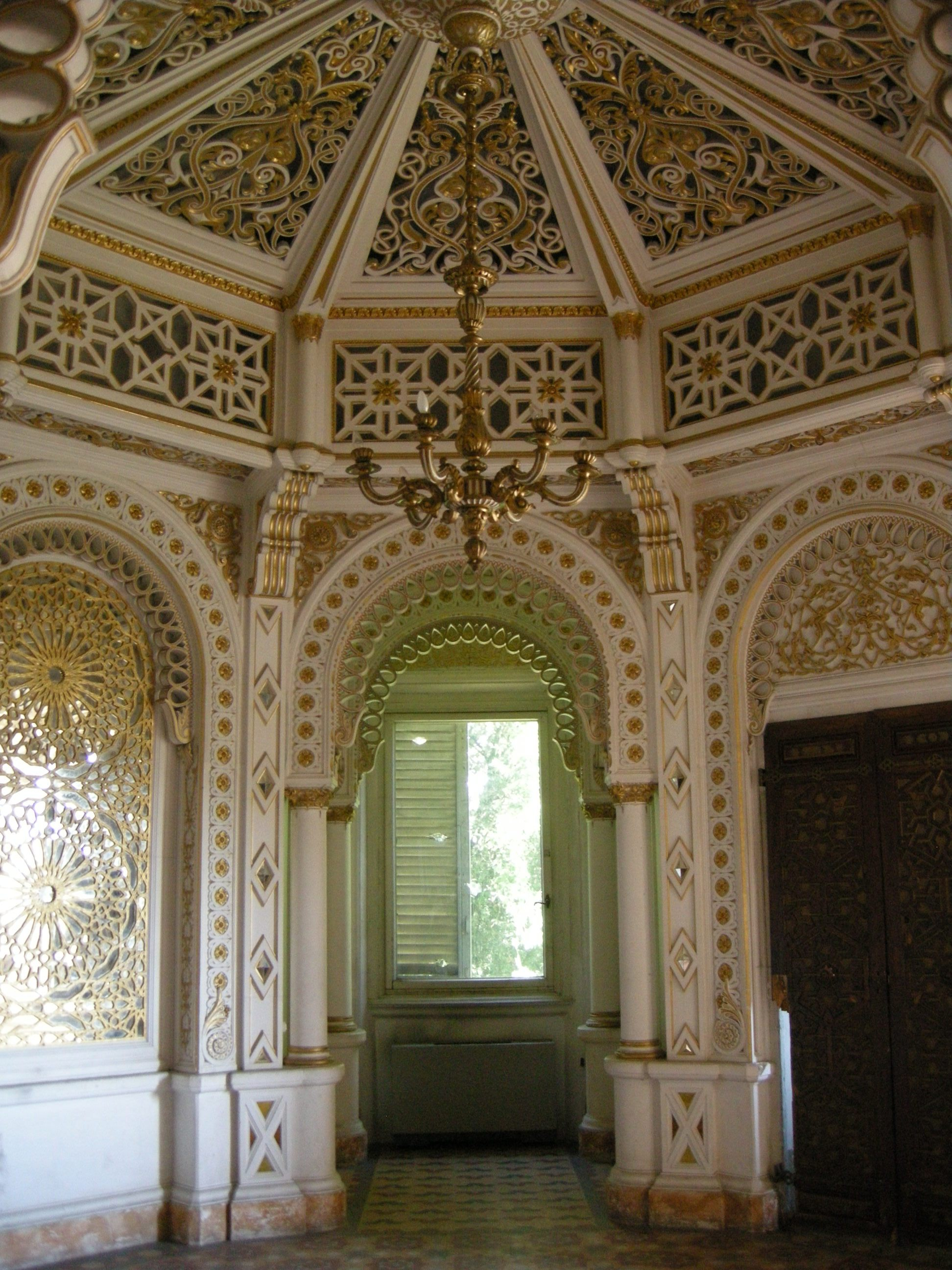
L’Ottagono del Fumoir
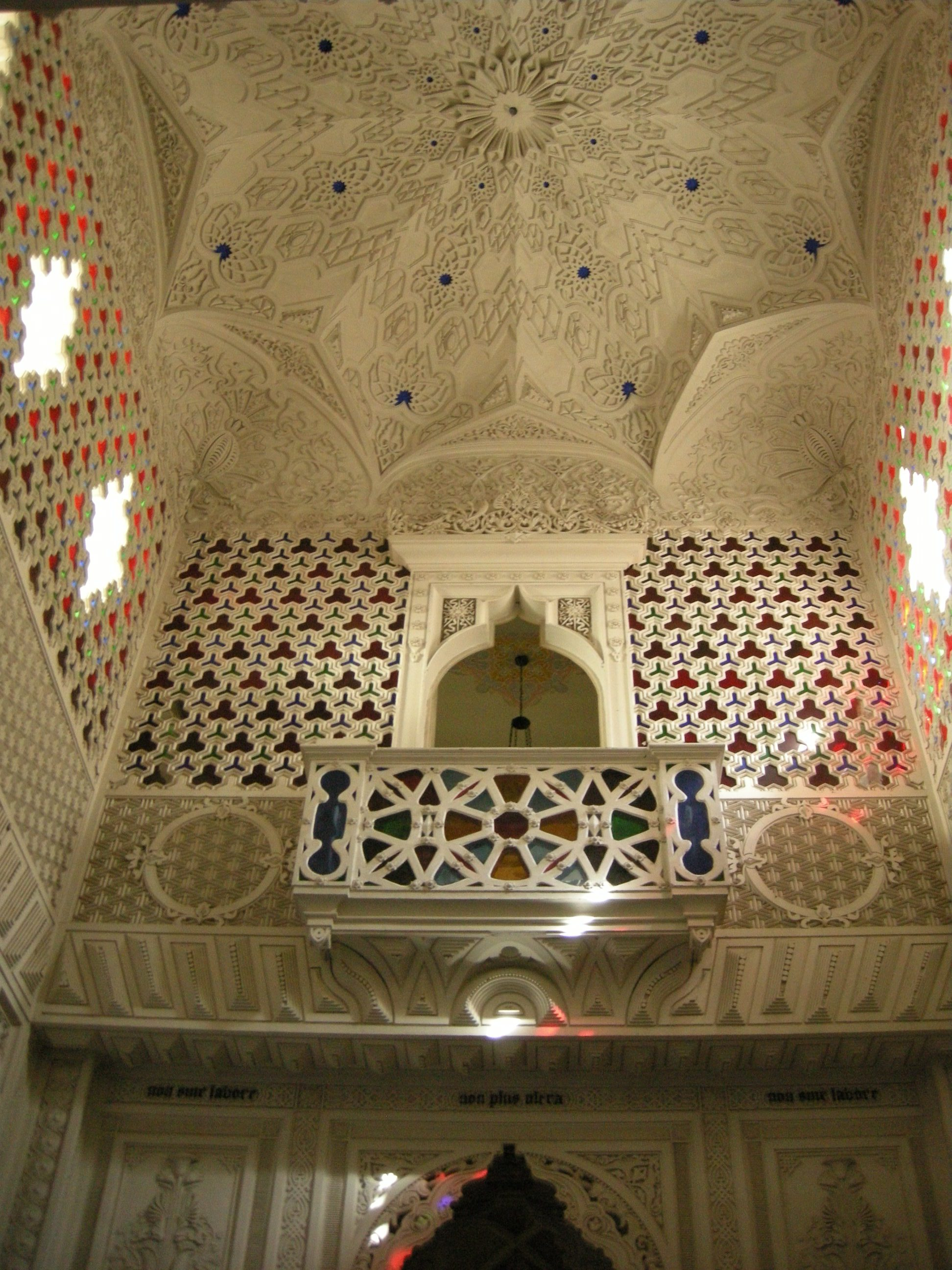
Vetrate colorate della sala delle Stelle
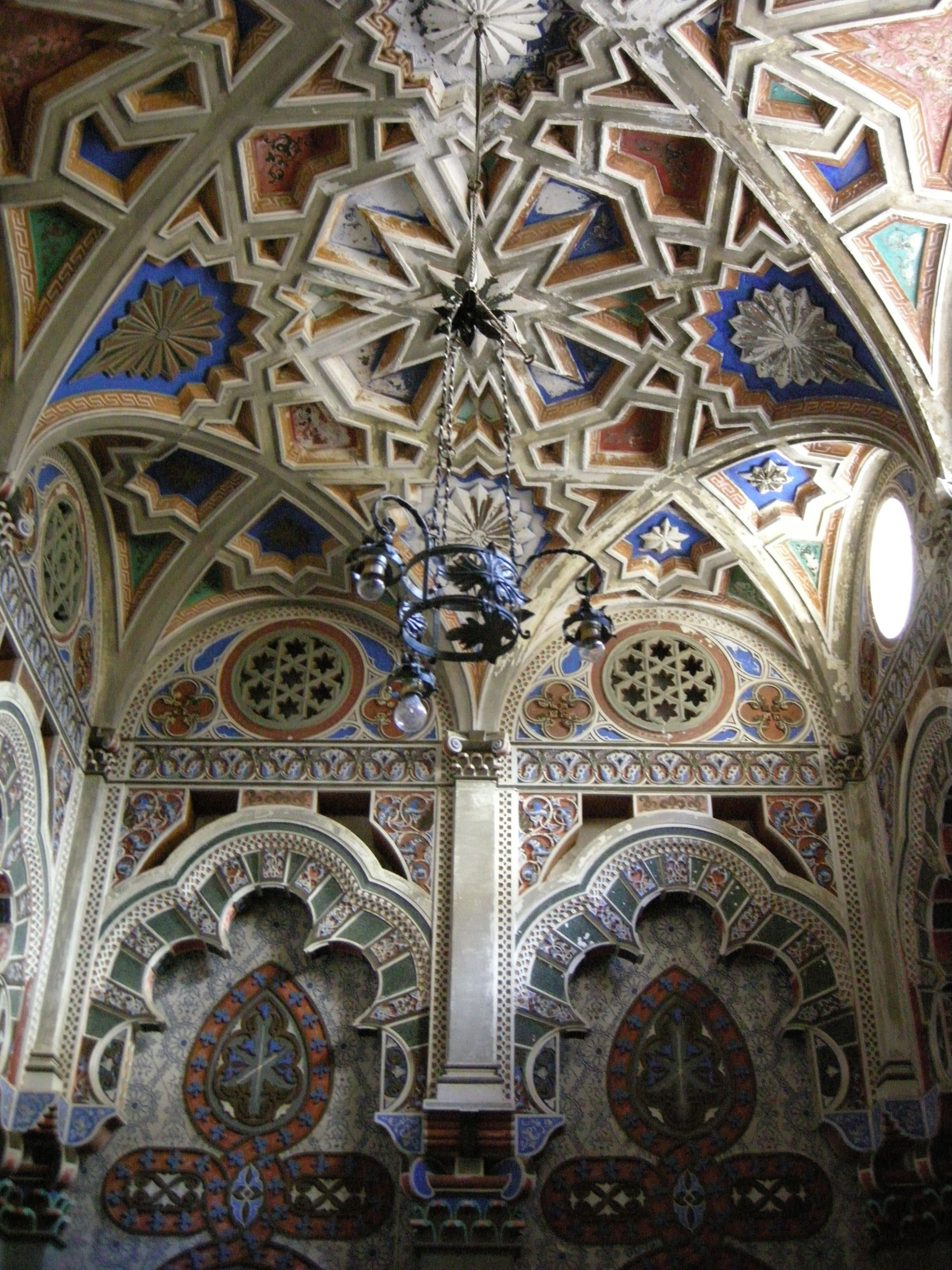
Il soffitto della sala pax-libertas
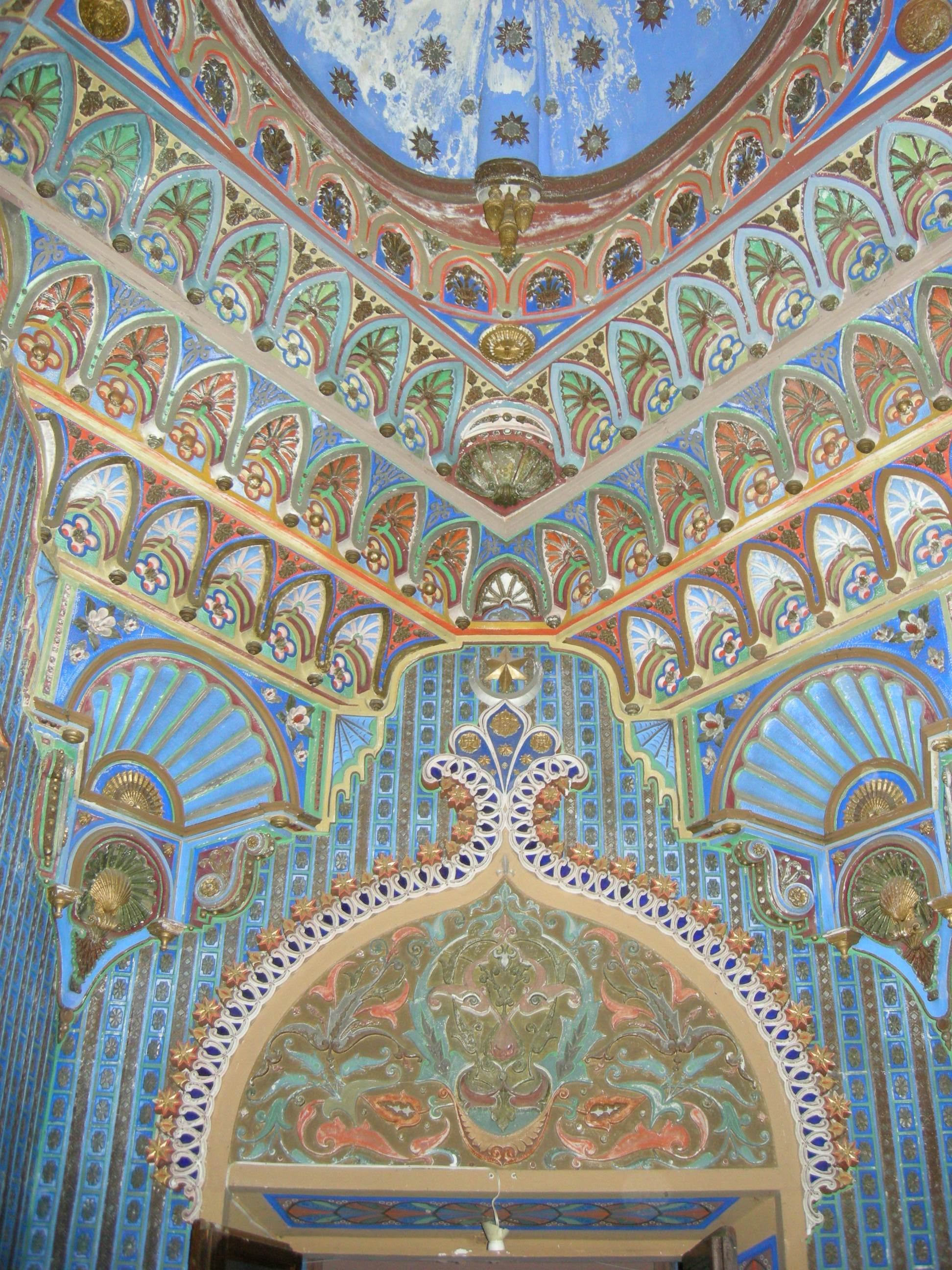
Decorazioni della sala turchese
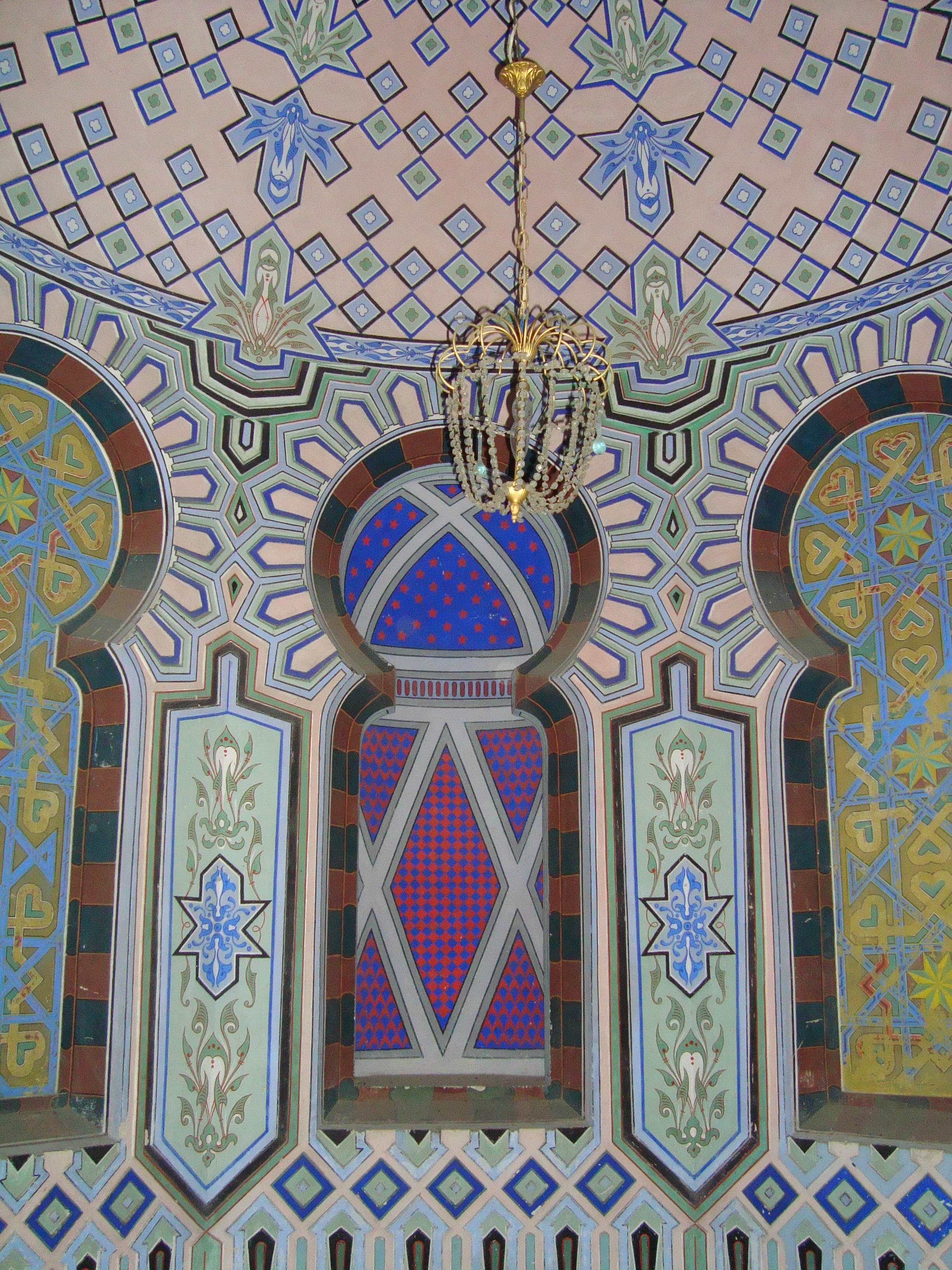
Decorazioni della rotonda bianca